# برای سرگرمی تو (ترانه)
«برای سرگرمی تو» یک تک‌آهنگ از آدام لمبرت است که در سال ۲۰۰۹ میلادی منتشر شد.
این تک‌آهنگ در چارت‌های ، فنلاند، جزو ده ترانه اول قرار گرفت.